# Mama mea are un nou iubit
Mama mea are un nou iubit este un film polițist de comedie romantică din 2008, regizată de George Gallo⁠(d).

## Rezumat
Tommy Lucero este prins de poliția franceză în urma unui jaf dejucat la un muzeu. El pare încrezător că nu va rămâne prea mult timp în custodia poliției. A trebuit să aibă grijă de mama sa, Marty, când tatăl său a murit în închisoare. Acum un om matur și agent FBI, Henry își lasă mama supraponderală să lucreze la un caz.
Revenind trei ani mai târziu, Henry își găsește mama foarte schimbată. Marty a slăbit considerabil și se întâlnește cu mai mulți bărbați, dintre care unul are jumătate din vârsta ei. S-a schimbat după ce un trecător i-a aruncat o monedă în ceașca de cafea, confundând-o cu o persoană fără adăpost.
Henry o anunță pe mama sa că s-a logodit recent cu un alt agent FBI, Emily. Henry se simte foarte inconfortabil cu mama sa nou transformată și începe să fie extrem de protector față de ea. Henry îi mărturisește îngrijorările sale logodnicei sale, care nu găsește nimic neobișnuit în comportamentul lui Marty.
În timp ce făcea o plimbare cu Henry și Emily, Marty este lovit în cap de un elicopter de jucărie pilotat de Tommy. În semn de scuză, acesta îi invită pe cei trei la cină la un vechi restaurant albanez. Henry, care este încă protector față de mama sa, acceptă cu greu să meargă când observă cât de mult își doresc mama sa și Emily să meargă.
Între Marty și Tommy izbucnește o idilă. Între timp, Henry este informat de superiorii săi de la FBI că se așteaptă ca Tommy și doi complici să încerce să fure o sculptură expusă în prezent la un muzeu local. Împreună cu colegii săi agenți, Henry își spionează mama non-stop, deși cu reticență, după ce șeful FBI i-a dat de înțeles că ar putea fi trimis în Alaska dacă nu cooperează. Multe situații inconfortabile apar pentru Henry, care trebuie să asculte interacțiunea dintre mama sa și Tommy.
În timp ce fură sculptura, Tommy este trădat de membrii bandei sale și împușcat de două ori în piept. El supraviețuiește datorită vestei sale balistice, dar este prins mai târziu de Henry și Emily. Tommy le dezvăluie că numele său real este Tomas Martinez și că face parte din CIA. A lucrat sub acoperire încercând să prindă o bandă de hoți care fură opere de artă pentru a finanța terorismul. Este îngrijorat că banda va încerca să o ucidă pe Marty, deoarece știu că a avut o relație cu ea și că ea ar putea ști despre operațiunea lor.
Trioul ajunge la casa Durand la timp pentru a-l salva pe Marty de bandă. Filmul se încheie cu membrii bandei luați în custodie în timp ce Tommy îl sărută pe Marty și Henry o sărută pe Emily.

## Distrbuție
- Antonio Banderas - Tommy Lucero / Tomas Martinez
- Meg Ryan - Martha "Marty" Durand
- Colin Hanks - Henry Durand
- Selma Blair - Emily Lott
- Trevor Morgan -  Eddie
- Keith David - șeful FBI Conrad
- John Valdeterro - agentul Fedler
- Eli Danker - Jean-Yves Tatao
- Tom Adams - Niko Evangelatos
- Enrico Colantoni - Enrico
- Marco St. John - inspectorul Laborde
- Aki Avni - agentul Randle
- Mark Meade - agentul special Wagner